# Yuhina bakeri
Il yuhina nucabianca (Yuhina bakeri Rothschild, 1926) è un uccello della famiglia Zosteropidae, diffuso tra l'Himalaya e la parte settentrionale della Birmania.

## Descrizione
Il yuhina nucabianca è un uccello di piccole dimensioni, un esemplare adulto può raggiungere una massa corporea di 21 g.

## Distribuzione e habitat
Il yuhina nucabianca abita l'ecozona paleartica e l'ecozona indomalese, inclusa la Cina.
Il suo habitat include le foreste temperate, le foreste umide subtropicali e tropicali, i prati e arbusti del Tibet sudorientale, i prati e arbusteti alpini dell'Himalaya orientale, le foreste di conifere e miste della gola di Nujiang Langcang, le foreste subalpine di conifere dell'Himalaya nord-orientale, le foreste temperate del Triangolo d'Oro settentrionale, le foreste di latifoglie dell'Himalaya orientale, la pineta dell'India nord-occidentale e Birmania, la pineta subtropicale dell'Himalaya, le foreste subtropicali del Triangolo d'Oro settentrionale, le foreste umide subtropicali dell'Indocina settentrionale, le foreste pluviali di Mizoram-Manipur-Kachin.
Questi territori si estendono nel sud-est asiatico e comprendono gli stati del Bangladesh, Birmania, Bhutan, Cina, India, Nepal.

## Conservazione
La specie occupa un areale abbastanza limitato, all'interno del quale la popolazione sembra essere in diminuzione. Nonostante questo la Lista rossa IUCN classifica Yuhina bakeri come specie a rischio minimo (Least Concern).